# Jalil Khayat-moskee
De Jalil Khayat-moskee is een moskee in Erbil, de hoofdstad van Iraaks-Koerdistan. De bouw van de moskee begon door Jalil Khayat die in 2005 overleed en werd in 2007 voltooid door zijn zonen ter nagedachtenis aan hun overleden vader.

## Architectuur
De stijl van de moskee lijkt op de Moskee van Mohammed Ali in Caïro en de Blauwe Moskee in Istanbul. Het bouwbedrijf Alkhayat stelt dat het gebouw is gebaseerd op islamitische architectuur gebaseerd op de Abbassiden, met uitzondering van de koepels, die gebaseerd zijn op de architectuur van de Ottomanen. De hoogte van de hoofdkoepel is 48 meter en de diameter is 20 meter, met vier halve koepels en twaalf kwart koepels eromheen. De moskee is 15.000 vierkante meter groot en biedt plaats aan ongeveer 1.500 tot 2.000 mensen.